# Kento Kawata
Kento Kawata (japanisch 川田 拳登 Kawata Kento; * 9. Juli 1997 in der Präfektur Saitama) ist ein japanischer Fußballspieler.

## Karriere
Kawata erlernte das Fußballspielen in der Jugendmannschaft von Ōmiya Ardija. Hier unterschrieb er 2016 auch seinen ersten Profivertrag. Der Verein aus Ōmiya-ku spielte in der höchsten japanischen Liga, der J1 League. 2017 wurde er an den Zweitligisten Thespakusatsu Gunma nach Kusatsu ausgeliehen. Für den Verein absolvierte er fünf Ligaspiele. Von August 2017 bis Saisonende 2019 spielte er auf Leihbasis beim Drittligisten Tochigi SC ausgeliehen. 2017 wurde er mit dem Verein Vizemeister der dritten Liga und stieg in die zweite Liga auf. Für den Verein absolvierte er insgesamt 60 Ligaspiele. 2020 wurde er an den Drittligisten AC Nagano Parceiro ausgeliehen. Nach Ende der Ausleihe wurde er von dem Verein aus Nagano im Januar 2021 fest unter Vertrag genommen.